# Fördragen i Tianjin

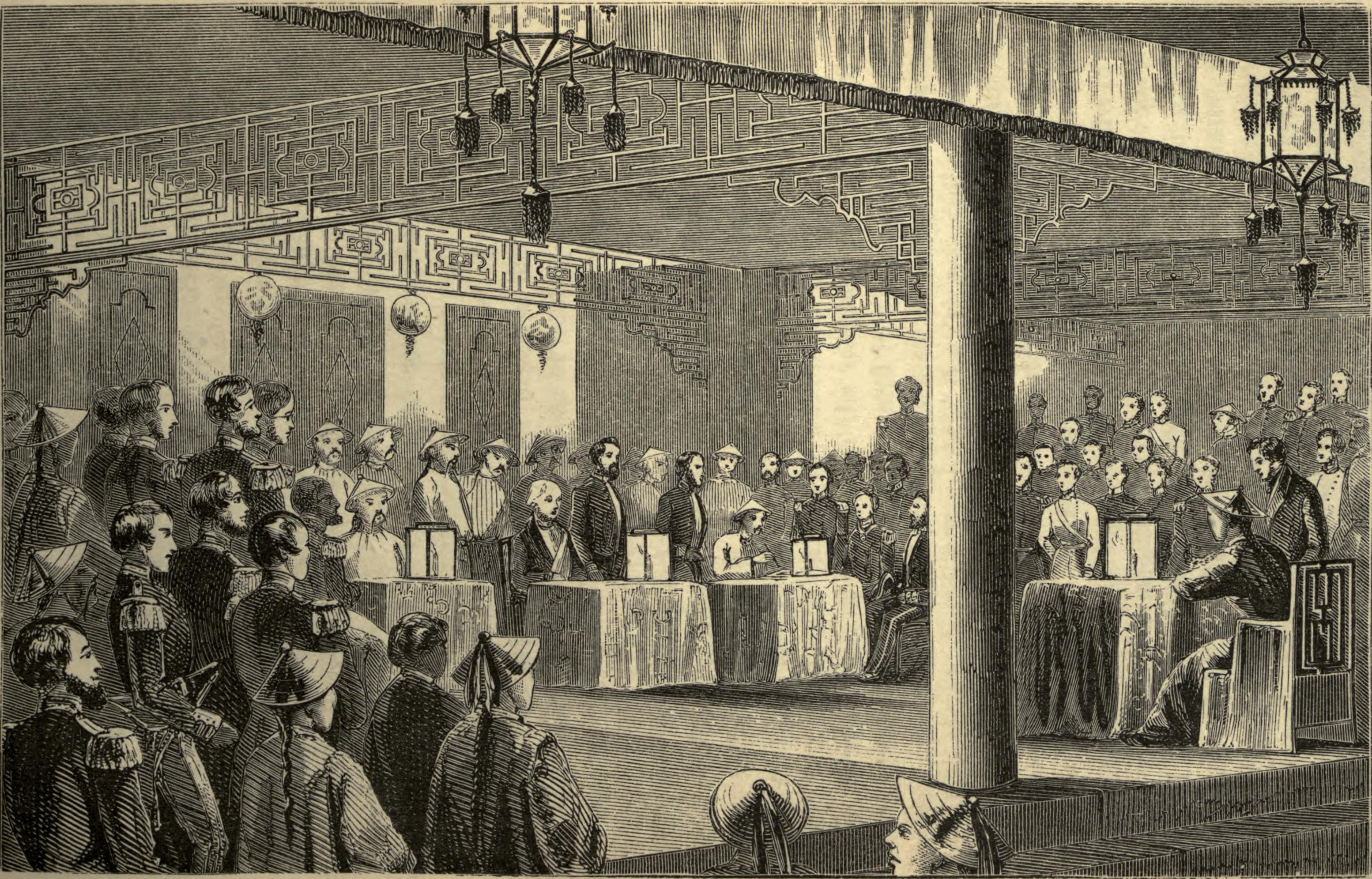
Fördragen undertecknas i Haihuang-templet (海光寺) utanför Tianjin.

Fördragen i Tianjin (kinesiska: 天津條約, pinyin: Tiānjīn Tiáoyuē, även Tientsintraktatet) var en serie internationella avtal som ingicks i Tianjin 26-27 juni 1858 mellan den kinesiska Qingdynastin på ena sidan, och Storbritannien, Frankrike, Ryssland och USA på den andra. Fördragen avslutade andra opiumkrigets (1856–1860) första fas som bekräftade Frankrikes och Storbritanniens seger mot Qing. Även om Ryssland och USA ej var stridande parter tog de tillfället att sluta nya fördrag med Qingimperiet.
Det räknas av kineserna som ett av de värsta av de så kallade ojämlika fördragen som påtvingats dem. Detta fördrag öppnade fler kinesiska hamnar (se fördraget i Nanking) för utlänningar, tillät utländska legationer i den kinesiska huvudstaden Peking, tillät kristen missionärsverksamhet och legaliserade import av opium. Det ratificerades av kejsaren av Kina i konventionen i Peking 1860, efter krigets slut.

## Huvudpunkter
1. Storbritannien, Frankrike, Ryssland och Förenta staterna fick rätt att stationera legationer i den kejserliga huvudstaden Peking.
2. Ytterligare elva kinesiska fördragshamnar skulle öppnas för utrikeshandel, inklusive Niuzhuang, Danshui (Taiwan), Hankou och Nanjing.
3. Rätten för utländska fartyg, inklusive krigsfartyg, att navigera fritt på Yangtzefloden.
4. Rätten för utlänningar att resa i de inre regionerna i Kina för att resa, bedriva handel eller missionärsverksamhet.
5. Religionsfrihet för alla kristna i Kina.
6. Kina skulle betala en ersättning till Storbritannien och Frankrike på 2 miljoner tael silver vardera och ge brittiska köpmän en ersättning på 3 miljoner tael silver.
7. Officiella skrivelser och handlingar som utväxlas mellan Kina och Storbritannien förbjöds att hänvisa till brittiska tjänstemän och undersåtar med tecknet "夷" (yí), som betyder "barbar".

## Definitioner
Fördraget i Tianjin använder flera ord med något tvetydig innebörd. Till exempel orden "bosättning" och "koncession" kan förväxlas. Termen "bosättning" avser ett stycke land som hyrs ut till en främmande makt och med en befolkning som består av både utlänningar och inhemsk befolkning, och där lokalt folkvalda utlänningar styr över bosättningen. Termen "koncession" avser ett långsiktigt arrende av mark till en främmande makt och den utländska nationen har fullständig kontroll över landet, som styrs av en konsulär representation.

## Amerikansk inblandning
Efter modell av stormakterna i Europa intog USA en protektionistisk hållning, byggde upp sin flotta, och försökte skapa ett handelsimperium. USA var ett av de ledande "fördragsmakterna" i Kina, som tvingade den kinesiska regeringen att öppna totalt 23 utländska koncessioner. Även om det ofta noteras att Förenta staterna inte kontrollerade några bosättningar i Kina, delade de brittiska markområden och erbjöds faktiskt land i Shanghai, men avstod eftersom marken ansågs vara ofördelaktig.